# Franica Vrhunc
Franica (Klara) Vrhunc slovenska redovnica in tiflopedagoginja, * 10. junij 1881, Kranjska Gora, † 7. februar 1964, Ljubljana.

## Življenje in delo
Tiflopedagoginja (strokovnjakinja za delo s slabovidnimi in slepimi) Franica Vrhun(e)c je leta 1898 na ljubljanskem učiteljišču opravila izpit za vzgojiteljico otrok v vrtcih in istega leta stopila v red sv. Vincencija Pavelskega v Gradcu. Bila je vzgojiteljica v Osijeku, Volosku pri Opatiji, Ljubljani ter nazadnje v kočevski sirotišnici (1913–14). Leta 1914 se je vrnila v Gradec in postala vzgojiteljica v Odilijinem zavodu za slepe, ki je bil takrat eden najsodobnejših zavodov te vrste v Avstro-Ogrski. V letih 1915–18 je z drugimi slovenskimi redovnicami pomagala oslepelim vojakom, predvsem slovenskim, ter izdelala zanje prvi program za rehabilitacijo. V zavodski knjižnici se je poglobila v literaturo za slepe, med učnimi urami na državnem zavodu za slepe na Dunaju je osebno spoznala nekatere vodilne defektologe. Slovenske slepe invalide je učila Braillove in Kleinove pisave, pa tudi strojepisja na pisalnih strojih za videče in slepe, organizirala v domovini široko akcijo za pomoč. 22. novembra 1918 se je s slepimi vrnila v Slovenijo; ta datum je bil izbran za dan ustanovitve 1. slovenskega zavoda za slepe. V letih 1919–1921 je vodila dvorazredno šolo za slepe v Ljubljani in na njej učila, 1921 je odklonila službo v ženski kaznilnici v Begunjah na Gorenjskem in izstopila iz cerkvenega reda, nato učila v zavodu za slepe v Zemunu (1921–22), od 1922 v Kočevju, ko se je tja preselil zavod za slepe iz Ljubljane. Leta 1928 je bila predčasno upokojena (zaradi pomanjkljive formalne izobrazbe in delno zaradi izstopa iz cerkvenega reda), vendar je še naprej delala kot pogodbena učiteljica. Z uspehom se je posvečala tudi glasbeni vzgoji slepe mladine. Po nemškem bombardiranju zavoda (decembra 1943) se je skupaj z gojenci vrnila v Ljubljano in tu sodelovala z očesno kliniko pri zdravljenju oslepelih žrtev vojne (1944–45). Po osvoboditvi je bila ponovno redno zaposlena kot strokovna učiteljica na Zavodu za slepe v Ljubljani (sedaj Center IRIS) in 1946 upokojena.
Vrhunčeva je ena prvih slovenskih tiflologov, začetnica dela z Braillovo pisavo na Slovenskem in ustanoviteljica prvega slovenskega zavoda za slepe. Vsa se je posvetila vzgoji in izobrazbi slepih. Razširila je krog prepisovalcev knjig v Braillovo pisavo, kar je za učenje slepih izredno pomembno.